# 7 First Kisses
First Seven Kisses (en hangul, 첫키스만 일곱번째; romanización revisada, Cheotkiseuman ilgopbeonjjae), también conocido como Seven First Kisses o First Kiss for the Seventh Time es una serie de internet surcoreana producida por Lotte Duty Free Shop. Se estrenó en línea a través Naver TV Cast y YouTube todos los lunes y jueves a las 10:00p.m. (KST) desde el 5 de diciembre de 2016 hasta el 5 de enero de 2017.

## Argumento
Min Soo Jin (Lee Cho Hee) es una empleada  de Lotte Duty Free que nunca había tenido una relación amorosa. Un día, ella se encuentra con la diosa del destino (Choi Ji Woo) que le da un intento de elegir al chico perfecto para su primer beso entre siete hombres diferentes. Sus opciones son, en primer lugar, un multimillonario (Lee Joon Gi), un jefe serio y romántico (Park Hae Jin), un agente secreto sexy (Ji Chang Wook), un adorable amigo (Kai), un heredero del chaebol (Ok Taec Yeon), un idol (Lee Jong Suk), y finalmente un escritor (Lee Min Ho).

## Elenco

### Elenco principal
- Lee Cho Hee como Min Soo Jin.
- Choi Ji Woo como Diosa (Ep. 1, 7)
- Lee Joon Gi como Lee Joon Gi (Ep. 1-2)
- Park Hae Jin como Park Hae Jin (Ep. 2-3)
- Ji Chang Wook  como Ji Chang Wook (Ep. 3-4)
- Kai como Kai (Ep. 4-5)
- Ok Taecyeon como Ok Taec Yeon (Ep. 5-6)
- Lee Jong Suk como Lee Jong Suk (Ep. 6-7)
- Lee Min Ho como Lee Min Ho (Ep. 8)

### Otros
- Kim Hyun-jung como Sun Yeong (empleada #1).
- Lee Chung-mi como Ji Yeong (empleada #2).
- Seo Yeong Sam como mánager de la tienda.
- Lee Hyo Joo como novia (Ep. 1)
- Noh Woo Jin como pervertido (Ep. 3)
- Lee Cha Yeon como oficial de policía #1.
- Kim Yong Tae como oficial de policía #2.

### Aparición especial
- Kim Ji Hoon como hombre en la tienda (Ep.1)
- Ko Kyu-pil (Ep.7)

## Banda sonora
| N.º | Título          | Letras                                              | Música                                              | Artista       | Duración |  |
| 1.  | «Kissing You»   | Kim Dong Wook (HowL)                                | Ha Jeong Ho, Storyteller                            | Ji Chang Wook | 3:29     |  |
| 2.  | «Beautiful Day» | Kim Dong Wook (HowL), Park Geun Chul, Jeong Soo Min | Kim Dong Wook (HowL), Park Geun Chul, Jeong Soo Min | Melody Day    | 3:29     |  |

## Producción
Una conferencia de prensa tuvo lugar en Lotte Cinema en Jamshil, Seúl, el 22 de noviembre de 2016.

## Lista de episodios
| Episodio # | Fecha                   | Título                                 | Actores                                   | Making Film & Ending   |
| ---------- | ----------------------- | -------------------------------------- | ----------------------------------------- | ---------------------- |
| 1          | 5 de diciembre de 2016  | "Her Present"                          | Lee Cho Hee, Choi Ji Woo, Lee Joon Gi     | - Making Film - Ending |
| 2          | 8 de diciembre de 2016  | “First Kiss?”                          | Lee Cho Hee, Lee Joon Gi, Park Hae Jin    | - Making Film - Ending |
| 3          | 12 de diciembre de 2016 | "Dangerous Boss"                       | Lee Cho Hee , Park Hae Jin, Ji Chang Wook | - Making Film - Ending |
| 4          | 15 de diciembre de 2016 | "Till the End of the World"            | Lee Cho Hee, Ji Chang Wook, Kai           | - Making Film - Ending |
| 5          | 19 de diciembre de 2016 | "I'm your teacher. You’re my student"  | Lee Cho Hee, Kai, Ok Taec Yeon            | - Making Film - Ending |
| 6          | 22 de diciembre de 2016 | "Too much to handle"                   | Lee Cho Hee, Ok Taec Yeon, Lee Jong Suk   | - Making Film - Ending |
| 7          | 26 de diciembre de 2016 | "How to fall in love with a celebrity" | Lee Cho Hee, Lee Jong Suk, Choi Ji Woo    | - Making Film - Ending |
| 8          | 5 de enero de 2017      | "Last gift"                            | Lee Cho Hee, Lee Min Ho                   |                        |